# Coupe des Voyageurs
Pour les articles homonymes, voir Voyageur.
La Coupe des Voyageurs est le seul trophée donné aux équipes de haut niveau de soccer (football) au Canada. Il est remis par un groupe de supporters canadiens de soccer appelé The Voyageurs (en).
De 2002 à 2007, la coupe était remise annuellement à l'équipe canadienne de la première division du United Soccer Leagues ayant les meilleurs résultats dans les matchs contre les autres équipes canadiennes. Depuis 2008, la coupe est remise au vainqueur du Championnat canadien.

## Histoire
L'Impact de Montréal et le Toronto FC se partagent la totalité des titres, à l'exception de l'édition 2015 remportée par les Whitecaps de Vancouver. À noter que l'Impact de Montréal a gagné tous les titres de 2002 à 2008 tandis que le Toronto FC a remporté la coupe de 2009 à 2012.